# 당산 (산성당)
당산(Sugar acid) 또는 산성당은 카복실기로 한쪽 또는 두쪽 끝이 치환된 단당류이다.

## 종류
- 알돈산
- 울로손산
- 우론산
- 알다르산

## 예시
- 타타르산
- 뉴라민산
- 글리세르산